# Organisation territoriale de la France
L'organisation territoriale de la France est le découpage du territoire national en subdivisions administratives hiérarchisées. Elle repose, depuis les lois de décentralisation de 1982, sur un équilibre entre des collectivités territoriales, administrées par des conseils élus et dotées d'une autonomie de gestion réelle, et des services déconcentrés de l'État non élus mais chargés de garantir l'unité de la République et le principe d'égalité devant la loi.
Il existe trois niveaux de collectivités territoriales : les communes, les départements et les régions, dites collectivités territoriales de droit commun. Les collectivités à statut particulier, les collectivités d'outre-mer et la Nouvelle-Calédonie complètent le dispositif. Une quatrième strate intermédiaire entre la commune et le département est constituée des structures de coopération intercommunale (établissement public de coopération intercommunale à fiscalité propre ou syndicats), qui ne sont pas des collectivités territoriales, mais dont les assemblées délibérantes sont constituées d'élus issus des communes membres. Le nombre de ces structures et l'enchevêtrement des compétences entre elles, évoluant au gré des réformes, ont conduit à l'expression de « millefeuille territorial », que divers gouvernements ont tenté de rendre plus simple, plus lisible et plus efficace pour les administrés.
L'État quant à lui se réforme également périodiquement dans le cadre d'un processus de déconcentration, afin de rapprocher l'administration des citoyens tout en tentant de rationaliser les moyens. Si la commune reste la circonscription administrative de base, sur le territoire de laquelle le maire exerce certaines prérogatives de l'État à côté de celles dévolues à la commune en tant que collectivité territoriale, les circonscriptions administratives sur lesquelles les services déconcentrés de l'État exercent leurs compétences sont éminemment variables selon la nature de l'organisation (générale, sanitaire et médicosociale, militaire, gestion de l'eau, gestion de crise notamment). En complément des services déconcentrés de l'État sont mises en place des agences dont les implantations territoriales sont très variées et dont le nombre ne cesse de croître avec le temps.
Cet équilibre actuel est le résultat d'une évolution historique des territoires, évoluant entre morcellement dans l'Antiquité, enchevêtrement féodal au Moyen Âge, déploiement d'une administration locale au XVe siècle, structuration des institutions sous l'Ancien Régime avec des assemblées représentatives des territoires (états généraux, assemblées des notables) et des cours souveraines (parlements, chambres des comptes, cours des aides, Grand Conseil et cours des monnaies), centralisation et uniformisation du droit à partir de la Révolution, puis décentralisation et déconcentration à partir du milieu du XIXe siècle.

## Histoire

### La France, un État unitaire déconcentré et décentralisé
La France est un État unitaire, à savoir que tous les citoyens sont soumis au même et unique pouvoir, reposant sur l'existence d'une seule Constitution, qui régit l'ensemble des règles applicables sur le territoire. L'État français est à la fois déconcentré et décentralisé : déconcentré car l'autorité centrale dispose d'un grand pouvoir sur le territoire national grâce à des services déconcentrés, relais au niveau de chacune des subdivisions, et décentralisé car il s'appuie également depuis 1982 sur des collectivités territoriales indépendantes et disposant d'une réelle autonomie. L'article 72 de la Constitution prévoit en effet l'existence de différents types de collectivités territoriales : les communes, les départements, les régions, les collectivités à statut particulier, les collectivités d'outre-mer. Il prévoit également que la loi puisse créer d'autres types de collectivités, y compris des collectivités qui se substituent à une ou plusieurs autres. Par ailleurs, la Nouvelle-Calédonie est traitée à part, dans le Titre XIII de la Constitution. Elle est parfois considérée comme une collectivité territoriale sui generis.
Après les premières lois de décentralisation de 1982, la loi constitutionnelle du 28 mars 2003 relative à l'organisation décentralisée de la République a voulu approfondir ce mouvement, en proclamant en particulier que la France est un État unitaire décentralisé. Néanmoins, toutes les lois qui ont suivi, et en particulier celles de 2010, 2014 et 2015, n'ont pas abouti à l'objectif recherché, notamment en raison de la suppression de la clause de compétence générale pour les régions et départements, clause qui aurait pu donner aux collectivités une vraie liberté d'action, mais aurait entraîné des doublons de compétences. Les textes votés ne remettent nullement en cause la prééminence, voire l'omniprésence du niveau central et, de ce fait, la France reste encore un État relativement centralisé,.

### Le «millefeuille territorial»
L'expression « millefeuille territorial » est régulièrement utilisée pour dénoncer un trop grand nombre d'échelons de l'administration territoriale de la France, conduisant à des doublons et un manque de lisibilité. Les présidents Nicolas Sarkozy, François Hollande ou Emmanuel Macron ont notamment souhaité une diminution du nombre d'échelons administratifs,,,. Dans un rapport de décembre 2017, la Cour des comptes critique la confusion et le manque de clarté de l'organisation des collectivités locales. Lors de son examen des réformes françaises publié en mai 2013, la Commission européenne critique les « niveaux administratifs au niveau local qui créent des problèmes de doublons, de coordination et de confusion des rôles ». Par ailleurs, la Commission remarque que 40 % des communes de l'Union européenne sont françaises, pour une population moyenne de 1 800 habitants, contre 5 500 dans l'UE.
En mai 2024, un rapport de 240 pages commandé par le gouvernement à Boris Ravignon (maire de Charleville-Mézières et président d'Ardenne Métropole) intitulé Coûts des normes et de l’enchevêtrement des compétences entre l'État et les collectivités : évaluation, constats et propositions, qui a évalué ce coût à 7,5 milliards d’euros au moins (soit environ 0,3 % du PIB). Ce coût est, selon ce document, principalement supporté par les collectivités (6 milliards d’euros), l'État supportant une charge financière quatre fois moindre (1,5 milliard d'euros), le niveau régional étant à ce moment celui qui coute le moins cher en tant que feuille du millefeuille. Parmi les propositions visant à réduire ces coûts, certaines suggèrent de simplifier la gestion des ressources humaines dans les collectivités ou de revoir les règles et l’organisation de la commande publique pour la rendre plus efficace et efficiente. Une réduction du nombre d’échelons de gestion sur chaque territoire en supprimant les départements dans les zones urbaines et en transférant leurs compétences aux intercommunalités, agglomérations ou métropoles est également proposée.

## Service public et administration

### Service public
En France, le service public désigne, d'une part, « une activité d'intérêt général effectuée sous le contrôle de la puissance publique par un organisme public ou privé », et d'autre part, « l'entité publique gérant cette activité ». Il se fonde sur les trois principes suivants :
- continuité : le service fourni ne doit pas être perturbé par des interruptions gênantes ;
- adaptabilité : qui permet d'adapter en continu le service à l'évolution des besoins collectifs et des techniques ;
- égalité : qui interdit, à situation identique, toute discrimination sur le service rendu et sur ses charges.

### Administration et fonction publique
Le mot administration peut revêtir deux sens différents, selon une approche organique ou fonctionnelle.
Sur le plan fonctionnel, l'administration désigne l'ensemble des activités dont le but est de répondre aux besoins d'intérêt général de la population (ordre public, bonne marche des services publics…), tels qu'ils sont définis à un moment donné par l'opinion publique et le pouvoir politique.
Sur le plan organique, l'administration est constituée de l'ensemble des personnes morales (État, collectivités territoriales, établissements publics…) et physiques (fonctionnaires, contractuels…) qui accomplissent ces activités. Sur un plan organique élargi, les organismes privés chargés d'une action administrative peuvent faire partie de l'administration.
Pour la comptabilité nationale, les administrations publiques, notées APU, sont les unités institutionnelles dont la fonction principale est de produire des services non marchands, de réguler l'économie, ou d'effectuer des opérations de redistribution des revenus et des richesses. Le secteur des administrations publiques comprend l'État et les organismes divers d'administration centrale (ODAC), les administrations publiques locales (APUL) et les administrations de sécurité sociale (ASSO).
La fonction publique quant à elle désigne l'ensemble des agents, titulaires et contractuels, occupant un poste au sein de la fonction publique d'État, d'une collectivité territoriale, ou des établissements publics de santé.
| Organique    | Personne morale ou service | Administration de l'État       | ODAC                           | Collectivité territoriale stricto sensu | EPA locaux                      | Administrations de sécurité sociale  |
| Humaine      | Personne physique          | Fonction publique de l'État    | Fonction publique de l'État    | Fonction publique territoriale          | Fonction publique territoriale  | Fonction publique hospitalière       |
| Géographique | Division administrative    | Circonscription administrative | Circonscription administrative | Circonscription de collectivité         | Circonscription de collectivité | Circonscription sanitaire et sociale |

- Administration publique centrale (APUC)
- Administration de sécurité sociale (ASSO)
- Administration publique locale (APUL)

### Organisation territoriale de l'action publique
L'organisation territoriale de l'action publique, objet du présent article, désigne l'ensemble des organismes intervenant sur le territoire pour l'exercice d'un service public : services de l'État (déconcentrés et établissements publics de l'État territorialisés) et administrations publiques locales (collectivités territoriales et établissements publics locaux).
Fin 2022, l'INSEE estime à 245 milliards d'euros la dette de l'ensemble des administrations publiques locales.
D'un point de vue comptable, des organisations comme Île-de-France Mobilités sont incluses dans l'ensemble des administrations publiques locales.

## Organisation territoriale de l'État

### Historique succinct

#### Loi du 6 février 1992
La loi du 6 février 1992 relative à l'administration territoriale de la République (ATR) et le décret du 1er juillet 1992 portant charte de la déconcentration chargent les services déconcentrés de la mise en œuvre des politiques européenne et nationale sur le plan territorial. La majorité des services déconcentrés sont placés sous la direction du préfet (régional ou départemental), hormis certains (éducation nationale, justice, services fiscaux).
Une première réorganisation territoriale de ces services intervient en 2004. La région devient, avec le décret du 29 avril 2004, le niveau déconcentré de droit commun et son rôle d'animation et de coordination des politiques publiques est affirmé. L'administration régionale se trouve restructurée autour de huit pôles régionaux regroupant chacun une politique publique et regroupant les services départementaux et régionaux précédemment organisés selon une logique ministérielle,.
Mais devant l'enchevêtrement inextricable de relations horizontales, transversales et verticales des services, une nouvelle réforme de l'administration territoriale de l'État, dite Reate, est décidée en 2007. Le nombre de directions régionales qui sont désormais chargées de la conduite interministérielle des politiques publiques est fortement réduit, passant de 23 à 8. Au niveau départemental, les services, qui avaient été peu impactés en 2004, le sont cette fois-ci fortement. Les directions départementales interministérielles (DDI), créées par le décret du 3 décembre 2009 et mises en place le 1er janvier 2010, constituent le niveau de mise en œuvre des politiques publiques, en relation directe avec l'usager et le tissu associatif, en fonction des besoins des citoyens sur le territoire et non plus, comme dans les régions, en fonction des périmètres ministériels. Ainsi les organisations de ces services peuvent désormais être différentes d'un département à un autre.

#### Décret du 7 mai 2015
Le décret du 7 mai 2015 portant charte de la déconcentration rénove la définition d'origine de la loi du 6 février 1992. La déconcentration consiste désormais « à confier aux échelons territoriaux des administrations civiles de l'État le pouvoir, les moyens et la capacité d'initiative pour animer, coordonner et mettre en œuvre les politiques publiques définies aux niveaux national et européen.

#### Vers une nouvelle réorganisation
Mais le bilan reste mitigé et les effectifs de l'État doivent encore être réduits, ce qui conduit le gouvernement d'Édouard Philippe à engager en 2019 une nouvelle réforme de l'État,.

### Circonscriptions de droit commun
Les circonscriptions administratives de l'État sont des divisions du territoire national à des fins de gestion administrative. Dépourvues de personnalité juridique, elles servent de cadre à l'action de l'État dans les territoires au travers de ses services déconcentrés ou de ses représentants. Il existe deux types de circonscriptions administratives : les circonscriptions de droit commun au nombre de quatre (commune, arrondissement, département, région) et diverses circonscriptions administratives spécialisées,,.
Les quatre niveaux de circonscriptions administratives de droit commun sont les suivants :
| Libellé        | Autorité administrative | Services                                               |
| -------------- | ----------------------- | ------------------------------------------------------ |
| Région         | Préfet de région        | SGAR - directions régionales - préfecture de région    |
| Département    | Préfet départemental    | Directions départementales - préfecture départementale |
| Arrondissement | Sous-préfet             | Sous-préfectures                                       |
| Commune        | Maire                   | Mairie                                                 |

#### Niveau régional
- Les préfets de région
- Le SGAR
- Les directions régionales

Depuis le décret du 16 février 2010, les directions régionales ne sont plus qu'au nombre de huit :
- direction régionale des entreprises, de la concurrence, de la consommation, du travail et de l'emploi (DIRECCTE) ;
- direction régionale de l'environnement, de l'aménagement et du logement (DREAL) ;
- direction régionale de la jeunesse, des sports et de la cohésion sociale (DRJSCS) ;
- direction régionale de l'alimentation, de l'agriculture et de la forêt (DRAAF) ;
- direction régionale des affaires culturelles (DRAC) ;
- direction régionale des finances publiques (DRFIP) ;
- rectorat d'académie ;
- agences régionales de santé (ARS).

À la suite de la réforme de l'organisation territoriale de l'État amorcée en 2019 :
- la DIRECCTE est remplacée par la direction régionale de l'économie, de l'emploi, du travail et des solidarités (DREETS) ;
- la DRJSCS est remplacée par la délégation régionale académique à la Jeunesse, à l'Engagement et aux Sports (DRAJES), rattachée au rectorat de région académique.

### Circonscriptions spécialisées
Avec la réforme régionale entamée en 2015, l'État a dû se réorganiser de manière significative au niveau régional. Mais cette réorganisation n'a pas empêché la persistance de découpages dérogatoires, alors que, dans plusieurs champs de l'action de l'État, la réforme régionale aurait dû favoriser une évolution dans le sens d'une plus grande harmonisation de la carte des services déconcentrés ou territoriaux, pour une meilleure lisibilité pour les usagers et les partenaires du service public et prélude à une transversalité accrue des politiques publiques et d'une gestion davantage mutualisée de certains moyens. Ainsi les zones de défense et de sécurité, l'Éducation nationale, la justice, les finances publiques et la douane ont conservé des compositions qui leur sont spécifiques.

#### Zones de défense et de sécurité

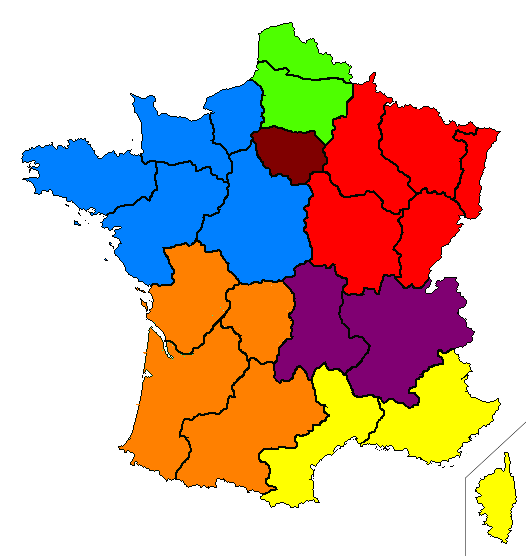
Division des zones de commandement de 2000 à 2015.

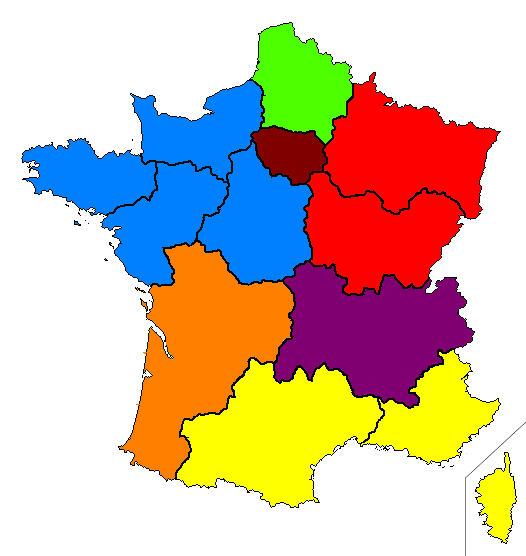
Division des zones de commandement depuis 2016.

Les huit zones de défense et de sécurité ont conservé leur composition spécifique. Le décret no 2015-1625 du 10 décembre 2015 a toutefois modifié le périmètre des zones Sud et Sud-Ouest afin de rattacher l'intégralité de la région Occitanie – auparavant partagée entre les zones Sud et Sud-ouest – à la seule zone de défense et de sécurité Sud. En outre, le siège de la zone de défense et de sécurité Est, situé à Metz, a été transféré à compter du 1er janvier 2016 à Strasbourg, chef-lieu désigné de la région Grand Est.

#### Éducation nationale
À la fusion des rectorats, qui avait été envisagée, a été préférée la création de recteurs de régions académiques, laissant subsister la carte des trente académies antérieures et des recteurs chargés de les administrer.
| Libellé                                                          | Autorité administrative                                            | Services |
| ---------------------------------------------------------------- | ------------------------------------------------------------------ | --- |
| Académie                                                         | Recteur d'académie                                                 | Services académiques                                                                                               |
| Circonscription départementale de l'Éducation nationale          | Directeur académique des services de l'Éducation nationale (DASEN) | Direction des services départementaux de l'Éducation nationale                                                     |
| Circonscription de premier degré de l'Éducation nationale (1248) | Inspecteur de l'Éducation nationale                                | réseau exceptionnellement dense de plus de 52 000 écoles maternelles et primaires, 5 300 collèges et 2 500 lycées. |

#### Justice
La réforme engagée en 2007 a permis de ramener de 1 190 à 863 le nombre total des juridictions du premier degré, mais celui des cours d'appel est resté identique à 37,
| Niveau de juridiction             | Ordre judiciaire | Ordre administratif         |
| --------------------------------- | --- | --------------------------- |
| juridictions de première instance | Juridictions civile : tribunal d'instance, tribunal de grande instance, tribunal de commerce, conseil de prud'hommes, tribunal paritaire des baux ruraux, tribunal des affaires de la sécurité sociale | Tribunal administratif      |
| juridictions de première instance | Juridictions pénales : tribunal de police, tribunal correctionnel, cour d'assises | Tribunal administratif      |
| juridictions de seconde instance  | Cour d'appel | Cour administrative d'appel |
| Pourvoi en cassation              | Cour de cassation | Conseil d'État              |

#### Finances publiques
L'administration des finances publiques a choisi une animation managériale des DDFiP / DRFiP autour de délégations interrégionales directement placées auprès du directeur DGFiP (DIDG). Lors de la fusion de 2008, ces délégations ont pris la suite des délégations interrégionales de la DGI (DIDGI) et ont vu leur champ étendu à celui de l'ex-DGCP. Les huit DIDG actuelles sont les suivantes : Hauts-de-France et Normandie, Centre-Val de Loire et Pays de la Loire, Grand Est et les TOM, Île-de-France, Nouvelle-Aquitaine, Occitanie, Rhône-Alpes et Auvergne, PACA réunie avec la Corse et les DOM.
Le réseau déconcentré de la DGFIP est, pour l'essentiel, un réseau infra-départemental. Le nombre des implantations locales s'élève en 2015 à 4 765, dont 4 648 en France métropolitaine. Il se répartissait en 2 507 trésoreries, 1 250 services des impôts, 320 brigades départementales de vérification, 229 centres des impôts fonciers, 104 pôles de recouvrement spécialisé et 355 services de la publicité foncière.

#### Douanes
L'organisation territoriale de la Douane demeure également dérogatoire puisqu'elle comprend douze directions interrégionales et
quarante-deux directions régionales. Localement, le réseau territorial des Douanes, hérité de l'époque précédant l'instauration du marché unique, compte 214 brigades territoriales.

#### Services infradépartementaux
Avec 861 agences généralistes, la représentation territoriale de l'opérateur de l'État Pôle emploi est très dense.
Les DDT(M) disposent encore, pour 70 % d'entre elles en 2017, de délégations ou d'antennes territoriales infra-départementales, héritières des subdivisions des DDE.

Zonages de services déconcentrés (sélection)
Zones de défense et de sécurité.
Circonscriptions des directions interrégionales des douanes.
Circonscriptions académiques.

### Établissements publics de l'État

#### Typologie et dénombrement
Pour qualifier un organisme d'agence de l'État, le rapport « l'État et ses agences » publié par l'Inspection générale des Finances en 2012 retient les deux critères suivants : l'organisme exerce des missions de service public non marchand et un faisceau d'indices indique qu'il est contrôlé par l'État.
Les « administrations de mission », créées dans les années 1960, sont les premières structures relevant du domaine très vaste des agences de l'État. Légères, spécialisés et limitées dans le temps, elles ont pour objectif de répondre à des besoins spécifiques. Ainsi, parmi les premières agences créées, on peut citer : l'Office national des forêts (1964), l'Agence nationale pour l'emploi (1967), l'Agence nationale de valorisation de la recherche (1967), le Conservatoire du littoral (1975)
. De manière générale, les motifs de création des agences sont variés. Elles peuvent être créées :
- en réponse à des crises : Agence française de lutte contre le Sida (1989), face à l'épidémie de cette maladie, Caisse nationale de solidarité pour l'autonomie (2004), à la suite de la canicule du mois d'août 2003 ;
- à l'émergence de nouvelles politiques publiques : Agence pour les économies d'énergie (1974), après le premier choc pétrolier ; Agence nationale pour la rénovation urbaine (2003), pour la réhabilitation des « quartiers difficiles » ;
- pour coordonner des politiques décentralisées : Agence nationale pour la cohésion sociale et l'égalité des chances (Acsé), créée en 2006 et dissoute en janvier 2015 ;
- pour moderniser l'administration : Agence nationale de sécurité sanitaire de l'alimentation, de l'environnement et du travail (Anses), créée en 2010 par fusion de l'Agence française de sécurité sanitaire des aliments (AFSSA) et de l'Agence française de sécurité de l'environnement et du travail (AFFSET).

Les agences ont connu un développement rapide, en France comme en Europe. Le rapport de septembre 2012 en dénombrait 1 244 en 2010, dont 1 101 dotées de la personnalité morale, dont près des deux tiers sont des établissements publics administratifs (EPA) et 143 ne le sont pas (42 autorités administratives indépendantes (AAI) et 101 services à compétences nationales (SCN)). Le rapport établit également que les effectifs et les masses salariales des agences croissent significativement plus rapidement que ceux de l'État. Ainsi les effectifs des opérateurs sont passés de 417 296 à 442 830 agents entre 2007 et 2012, soit une augmentation globale de 6,1 %, quand sur la même période, les effectifs de l'État ont à l'inverse décru d'environ 6 %. Il conclut qu'en l'absence de stratégie, l'État paraît être allé trop loin dans son démembrement et doit rationaliser le paysage de ces agences : un audit sur l'utilité et l'efficacité réelles des agences existantes et l'émission d'une doctrine pour la création de nouvelles agences doivent être réalisés.
En 2019, le nombre d'agences et d'opérateurs est encore de près de 1 200 (486 opérateurs et environ 700 organismes d'administration centrale, sans compter les entités de type délégations et commissariats). Un des axes de la réforme d'Édouard Philippe visant à rationaliser le nombre de ces structures est de ne maintenir que les structures comportant au moins 100 ETP, sauf justificatif de leur nécessité avérée.

#### Chambres consulaires
Les chambres consulaires sont des établissements publics d'État ayant pour rôle de représenter les acteurs du secteur privé des différents secteurs économiques et d'exercer pour leur compte des activités d'appui comme le développement du territoire. Il existe trois réseaux de chambres consulaires correspondant à trois domaines d'activité économique : agriculture, artisanat, commerce et industrie.
| Type d'activité | Agriculture                                     | Artisanat | Commerce et industrie                                  |
| --------------- | ----------------------------------------------- | --- | ------------------------------------------------------ |
| Niveau national | Assemblée permanente des Chambres d'agriculture | Assemblée permanente des chambres de métiers et de l'artisanat                                                 | CCI France                                             |
| Niveau régional | Chambre régionale d'agriculture                 | Chambre régionale de métiers et de l'artisanat (CRMA) ou Chambre de métiers et de l'artisanat de région (CMAR) | Chambre de commerce et d'industrie régionale (CCIR)    |
| Niveau local    | Chambre d'agriculture                           | Chambre de métiers et de l'artisanat                                                                           | Chambre de commerce et d'industrie territoriale (CCIT) |

### Organismes consultatifs
Par organisme consultatif, il convient d'entendre tout organisme centralisé ou décentralisé amené à émettre un avis avant toute décision de l'État relevant du champ de compétence de l'organisme. Leur nombre est très important mais est réduit d'année en année à la suite d'un effort de rationalisation entrepris dès 2003. Il est passé de 719 en 2008 à 410 en 2017 et 387 au 20 septembre 2018.
Depuis la loi de finances pour 1996, le gouvernement publie, chaque année, en annexe au projet de loi de finances, la liste des commissions et instances consultatives ou délibératives placées auprès du Premier ministre ou des ministres ou de la Banque de France. Depuis la loi du 10 août 2009, le document doit présenter le nombre de membres de ces organismes, leur coût de fonctionnement et le nombre de réunions tenues lors des trois années précédentes. Les circulaires de 2017 et 2018 renforcent cet effort de 2018. Par exemple, toute création d'organisme de consultation nouveau doit désormais s'accompagner de la suppression de deux autres.

### Représentations diplomatiques de la France

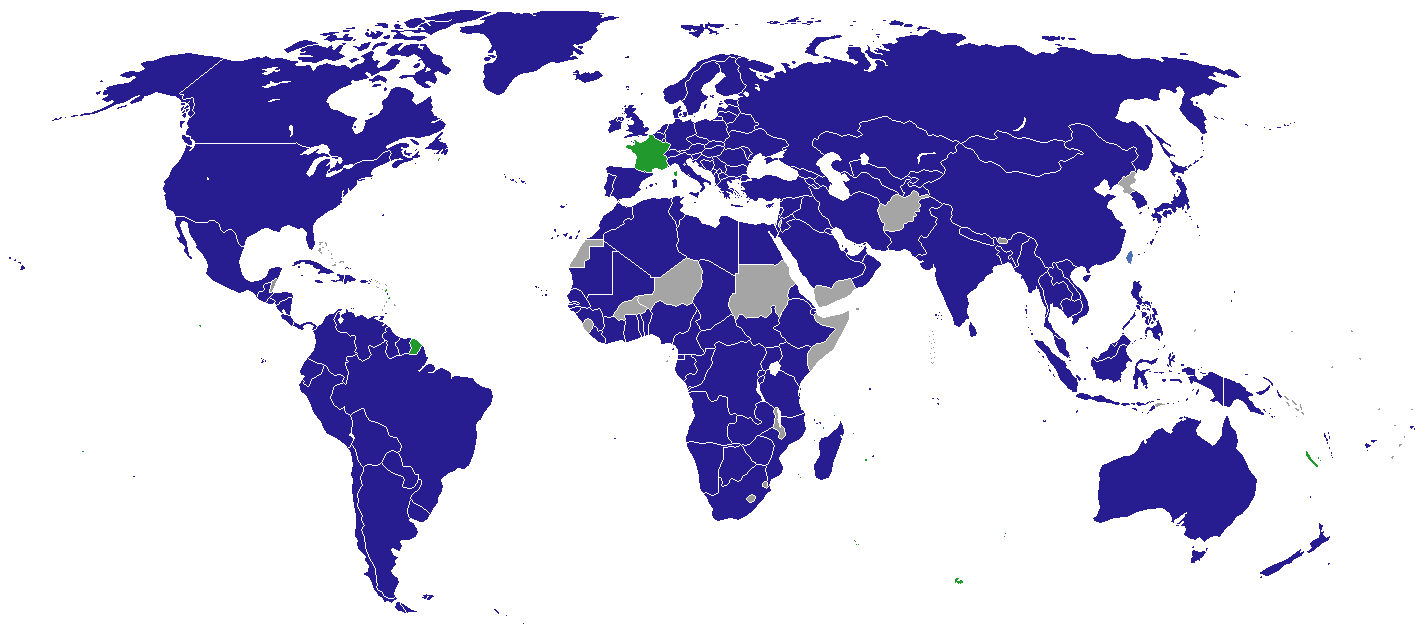
Représentations françaises dans le monde.
France
Pays où la France dispose d'une ambassade
Autres territoires

La France est représentée dans le monde grâce à ses missions diplomatiques. Avec ses 163 ambassades, la France dispose du troisième réseau d'ambassades et de consulats au monde après les États-Unis (168 ambassades bilatérales) et la Chine (164 ambassades). Elle précède le Royaume-Uni (148) et l'Allemagne (145).
En 2019, le réseau diplomatique et consulaire comprend 160 ambassades, deux bureaux français de coopération (Pyongyang et Taipei), 89 consulats généraux ou consulats, 112 sections consulaires. Entre 1989 et 2014 ont eu lieu 62 fermetures et 48 ouvertures d'ambassades ou de consulats,.

## Collectivités territoriales

### Collectivités de droit commun

#### Régions

Carte des régions, collectivités territoriales. Les territoires en blanc sont des collectivités à statut particulier qui ont pris la place d'anciennes régions.

Pour partie héritières d'anciennes provinces et régions historiques, les régions administratives sont créées sous leur forme antérieure à 2016 à partir de 1960 et acquièrent un statut de collectivité territoriale en 1982, inscrit dans la Constitution depuis 2003. Le nombre de régions administratives passe le 1er janvier 2016 de vingt-sept à dix-huit (treize en France métropolitaine et cinq Outre-mer), à la suite de la loi du 16 janvier 2015,.
Sur un même territoire coexistent une collectivité territoriale dotée d'un conseil élu, le conseil régional, et une circonscription administrative avec un préfet de région. Si le nombre total de régions, en tant que circonscriptions administratives de l'État, est de 18, le nombre de région en tant que collectivités territoriales de droit commun n'est que de 14 (12 en métropole et deux en outre-mer: la Guadeloupe et La Réunion). Quatre collectivités à statut particulier complètent le niveau régional (la Corse en métropole ainsi que Mayotte, la Guyane et la Martinique en outre-mer). Par ailleurs, il convient de préciser que certaines régions métropolitaines présentent des spécificités à l'instar de l'Île-de-France : les particularités de cette région tiennent à sa taille et au nombre de ses habitants, mais aussi à ses compétences qui sont plus étendues que celles des autres régions. Les cinq régions ultramarines bénéficient du statut de région ultrapériphérique de l'Union européenne.
Les régions, en tant que collectivités, sont dotées de deux assemblées, contrairement aux autres collectivités qui n'en possèdent qu'une : une assemblée délibérante, le conseil régional, et une assemblée consultative, le conseil économique, social et environnemental régional, représentatif des « forces vives » de la région. Le président du conseil régional constitue quant à lui l'exécutif de la collectivité.

#### Départements

Départements, collectivités territoriales françaises (en bleu ciel), et collectivités à statut particulier de niveau départemental (en bleu foncé).

La création des départements français remonte au décret du 22 décembre 1789 pris par l'Assemblée constituante de 1789, effectif à partir du 4 mars 1790. Leurs limites sont fortement inspirées de projets plus anciens de redécoupage du territoire, élaborés sous la royauté par Marc-René d'Argenson dès 1665 et inscrit dans un édit en 1787, ou encore par Condorcet en 1788.
Sur un même territoire coexistent dans la plupart des cas une collectivité territoriale dotée d'un conseil élu, le conseil départemental, et une circonscription administrative avec un préfet de département. Si le nombre total de départements en tant que circonscriptions administratives de l'État est de 101, le nombre de départements en tant que collectivités territoriales de droit commun n'est que de 94 (92 en métropole et 2 outre-mer : la Guadeloupe et La Réunion). Six collectivités à statut particulier exercent les compétences d'un département et celles d'une commune ou d'une région en même temps : Mayotte depuis 2011, la Martinique, la Guyane et la métropole de Lyon depuis 2015, la collectivité de Corse depuis 2018 et la Ville de Paris depuis 2019. La collectivité européenne d'Alsace, créée en 2021, n'est pas une collectivité à statut particulier mais simplement le résultat de la fusion de deux départements (en tant que collectivités territoriales), bien que cette entité exerce des compétences supplémentaires par rapport aux autres départements.
Concernant la Guadeloupe et La Réunion, il n'existe toutefois pas une véritable analogie entre les départements d'outre-mer et les départements métropolitains : si l'article 73 de la Constitution affirme que dans les départements et régions d'outre-mer, les lois et règlements sont applicables de plein droit, il énonce également que des adaptations peuvent être prévues par ces textes afin de tenir compte des spécificités de ces territoires. Mais surtout, l'alinéa 2 de l'article 73 prévoit que les départements et régions d'outre-mer peuvent être autorisés à fixer eux-mêmes les règles applicables sur leur territoire. Ces catégories de collectivités peuvent ainsi se voir reconnaître un pouvoir normatif étendu par la loi et le règlement.
L'organisation des services déconcentrés des administrations civiles de l'État dans le cadre des circonscriptions départementales et d'arrondissement n'est pas modifiée par le décret instituant la collectivité européenne d'Alsace,. Au 1er janvier 2021, le nombre de collectivités départementales est ainsi ramené à 94, dont 92 en métropole, tandis que le nombre de circonscriptions départementales reste fixé à 101.

#### Communes

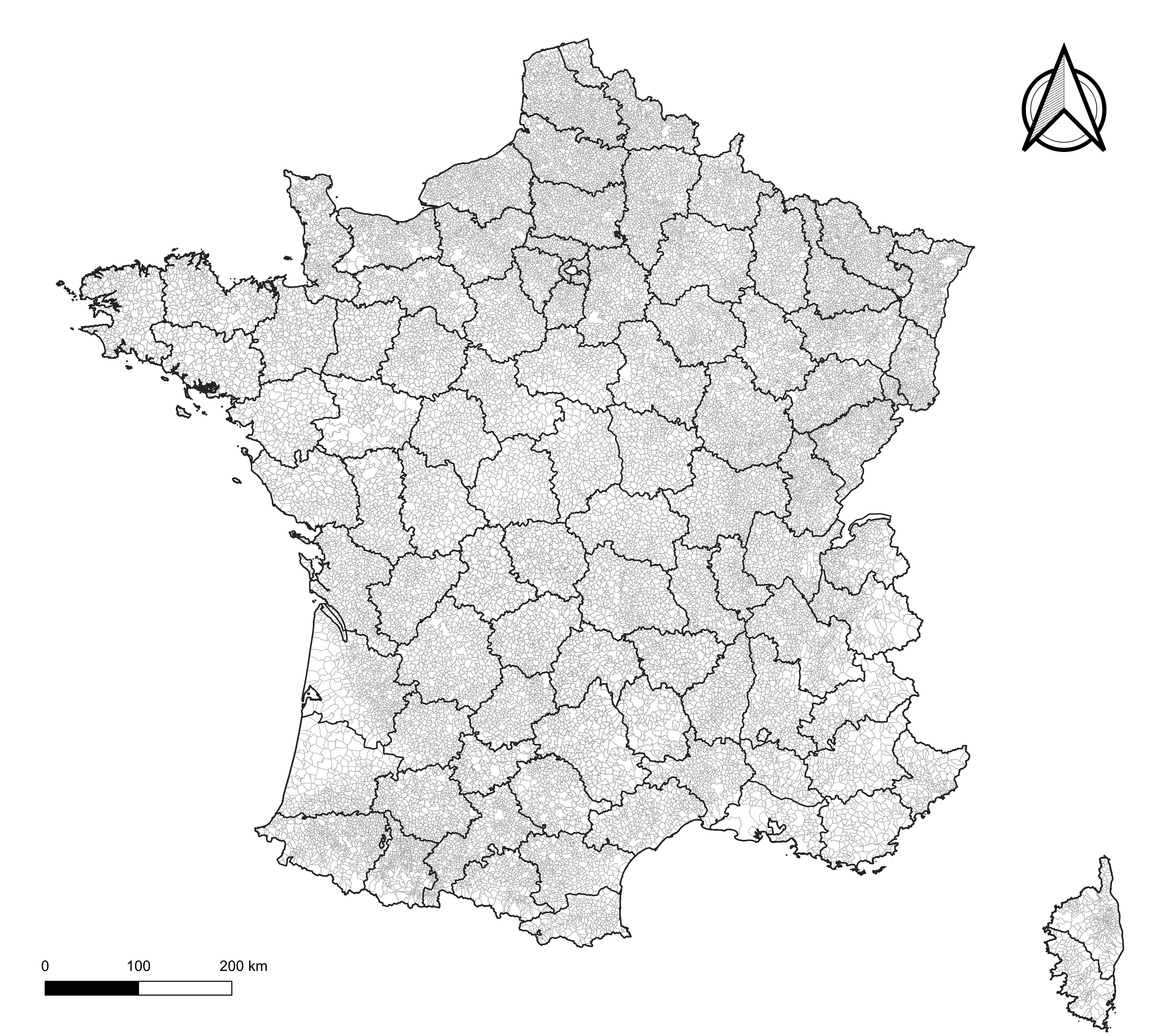
Carte du découpage communal de la France métropolitaine au 5 mai 2023 (34816 communes). (agrandir).

Créées en 1789 en remplacement des paroisses, les communes constituent l'échelon de base des divisions administratives du territoire français. Les communes sont régies par le titre XII de la Constitution de 1958 et la deuxième partie du code général des collectivités territoriales. Pour autant, s'il s'agit d'une catégorie juridique uniforme, les communes françaises sont caractérisées par une grande hétérogénéité, tant au regard de la taille de leur territoire, que du nombre de leur population. Pour remédier à l'émiettement communal, plusieurs dispositifs ont tenté de réduire le nombre de communes, tel était l'objet de la loi Marcellin du 16 juillet 2011. Devant l'échec de cette loi, d'autres dispositifs ont été mis en place, notamment la possibilité de créer des communes nouvelles en application de la loi no 2010-1563 du 16 décembre 2010 de réforme des collectivités territoriales,, renforcée par la loi du 16 mars 2015 relative à l'amélioration du régime de la commune nouvelle pour des communes fortes et vivantes. Ces dispositifs ont permis de ramener en 2016 le nombre de communes sous la barre symbolique des 36 000 communes, puis, en 2019, sous celui des 35 000 communes.
Une commune est administrée par un conseil municipal élu pour six ans, présidé par un maire. Ce dernier représente également l'État au sein de sa commune pour certaines fonctions. Il est en particulier chargé de la publication des lois et règlements, dispose de compétences en matière électorale (tenue des listes électorales, organisation des élections), est titulaire de pouvoirs de polices spéciales (publicité, enseignes, police des étrangers : visa ou certificat d'hébergement). Il est aussi officier d'état-civil et officier de police judiciaire. Comme il est aussi une autorité décentralisée, le maire bénéficie donc d'un dédoublement fonctionnel.
Jusqu'en 2018, Paris était par ailleurs à la fois une commune et un département : le conseil de Paris se réunissait soit en tant que conseil municipal, soit en tant que conseil général en fonction des compétences qu'il exerçait. Le 1er janvier 2019, le département et la commune ont fusionné en une entité unique, la Ville de Paris, ayant le statut de collectivité à statut particulier.

### Collectivités à statut particulier
Il existe six collectivités à statut particulier, dont le statut est mentionné à l'article 72 de la Constitution.

#### Collectivité de Corse
La loi du 13 mai 1991 a doté la Corse d'un statut particulier face aux revendications politiques, mais aussi pour tenir compte du contexte spécifique que connaît ce territoire en matière de développement économique. Elle dispose d'une assemblée et d'un exécutif collégial qui est responsable devant elle : l'assemblée peut mettre en jeu la responsabilité de l'exécutif en adoptant une motion de défiance (art. L. 4422-31 CGCT). Les compétences de la collectivité sont modifiées par la loi du 22 janvier 2002, sans toutefois que son statut ne soit modifié. L'article L. 4422-16 du CGCT prévoit en effet que l'assemblée de Corse peut « présenter des propositions tendant à modifier ou à adapter des dispositions réglementaires en vigueur ou en cours d'élaboration concernant les compétences, l'organisation et le fonctionnement de l'ensemble des collectivités territoriales de Corse, ainsi que toutes dispositions réglementaires concernant le développement économique, social et culturel de la Corse ». Autant de compétences que n'ont pas les régions françaises.
Le statut est modifié avec la loi portant nouvelle organisation territoriale de la République du 7 août 2015. La Corse n'est plus qualifiée de « collectivité territoriale », mais de « collectivité de Corse » et une collectivité à statut particulier au sens de l'article 72 de la Constitution, en lieu et place de la collectivité territoriale de Corse et des départements de Corse du Sud et de Haute-Corse est créée à compter du 1er janvier 2018.

#### Métropole de Lyon
Créée au 1er janvier 2015, la métropole de Lyon remplace la communauté urbaine de Lyon et, dans le territoire de celle-ci, le département du Rhône.
Elle exerce à la fois les compétences dévolues aux départements et celles dévolues aux métropoles (bien que, contrairement aux autres métropoles, la métropole de Lyon soit une collectivité territoriale à part entière et non un établissement public de coopération intercommunale). Du fait de son statut particulier, la loi prévoit que la métropole et ses organes (conseil de métropole, président) soient assimilés au département (conseil départemental, président) pour l'application de la législation en vigueur relative au département mais également qu'ils disposent des mêmes droits et soient soumis aux mêmes obligations que les établissements publics de coopération intercommunale à fiscalité propre.

#### Ville de Paris
Depuis le 1er janvier 2019, la Ville de Paris, résultat de la fusion de la commune de Paris et du département de Paris, exerce à la fois les compétences du département et celles de la commune,.

#### Département de Mayotte, Guyane et Martinique
Trois collectivités situées outre-mer ont été transformées en collectivités territoriales uniques en application de l'article 73 de la Constitution. Elles réunissent les compétences d'un département et d'une région.
| Collectivité | Création         | Lois |
| ------------ | ---------------- | --- |
| Mayotte      | 31 mars 2011     | Loi organique no 2010-1486 du 7 décembre 2010 relative au Département de Mayotte Loi no 2010-1487 du 7 décembre 2010 relative au Département de Mayotte                                                                   |
| Guyane       | 18 décembre 2015 | Loi organique no 2011-883 du 27 juillet 2011 relative aux collectivités régies par l'article 73 de la Constitution Loi no 2011-884 du 27 juillet 2011 relative aux collectivités territoriales de Guyane et de Martinique |
| Martinique   | 18 décembre 2015 | Loi organique no 2011-883 du 27 juillet 2011 relative aux collectivités régies par l'article 73 de la Constitution Loi no 2011-884 du 27 juillet 2011 relative aux collectivités territoriales de Guyane et de Martinique |

### Collectivités d'outre-mer
La révision constitutionnelle de 2003 a introduit la notion de collectivité d'outre-mer et a supprimé celle de territoire d'outre-mer, mais elle a maintenu les départements en accentuant cependant les particularités reconnues à cette catégorie. Les collectivités d'outre-mer (COM) sont constituées de Saint-Pierre-et-Miquelon, de Wallis-et-Futuna, de la Polynésie française, et enfin, depuis 2011, de Saint-Martin et de Saint-Barthélemy. Ces collectivités présentent, en réalité, une grande hétérogénéité qui découle de I'article 74 de la Constitution selon lequel « les collectivités d'outre-mer régies par le présent article ont un statut qui tient compte des intérêts propres de chacune d'elles au sein de la République ». Le statut de chaque collectivité d'outre-mer est défini par une loi organique. Cependant, au-delà de cette grande hétérogénéité, figurent des points communs : les institutions de la collectivité doivent ainsi être consultées sur les projets et propositions de loi et les projets d'ordonnance ou de décret qui comportent des dispositions relatives à la collectivité. Le statut des collectivités d'outre-mer a été précisé par la loi organique du 21 février 2007 qui a notamment déterminé le régime d'application des lois et des règlements dans ces territoires.
La Polynésie française bénéficie quant à elle d'un statut d'autonomie renforcée : elle peut adopter des « lois de pays » dans certains domaines tels que la santé publique, l'enseignement ou encore le droit du travail. Ces « lois » sont soumises au contrôle du Conseil d'État qui exerce un contrôle analogue à celui qu'exerce le Conseil constitutionnel sur les lois. Les institutions de cette collectivité présentent aussi des spécificités : la Polynésie est dotée d'une assemblée qui peut mettre en jeu la responsabilité du gouvernement polynésien par le biais d'une motion de censure.

### Cas particuliers: la Nouvelle-Calédonie et la Collectivité européenne d'Alsace
Depuis le 1er janvier 2021, les départements du Bas-Rhin et du Haut-Rhin ont fusionné pour constituer la Collectivité européenne d'Alsace. Cette entité n'est pas une collectivité à statut particulier au sens de l'article 72 de la Constitution, bien qu'elle dispose des compétences habituelles d'un département (héritées des deux anciens départements) mais également de certaines auparavant détenues par la région Grand Est (bilinguisme, tourisme, etc.) ou par l'État (gestion des autoroutes non-concédées, coopération transfrontalière, etc.),.
La Nouvelle-Calédonie est régie par le titre XIII de la Constitution et bénéficie d'une autonomie particulière : l'assemblée de Nouvelle-Calédonie (dénommée le Congrès) peut adopter des « lois de pays » qui, à la différence des « lois de pays » de Polynésie française ne sont pas des actes administratifs, elles sont donc soumises au contrôle du Conseil constitutionnel. Outre le Congrès, la Nouvelle-Calédonie dispose d'un exécutif collégial qualifié de gouvernement et un sénat coutumier qui est consulté sur les projets relatifs à l'identité kanake. Elle bénéficie de compétences étendues, y compris dans les domaines régaliens, à tel point qu'elle n'entre pas dans la catégorie des collectivités territoriales. Elle semble disposer d'un statut à mi-chemin entre celui d'État et celui de collectivité.
Les provinces de la Nouvelle-Calédonie (Province Sud, Province Nord, et Province des îles Loyauté) sont des collectivités disposant d'une compétence dans tous les secteurs qui ne sont pas attribués par la loi à l'État, à la Nouvelle-Calédonie et aux communes.
Un premier référendum sur l'indépendance de la Nouvelle-Calédonie a lieu en 1987. Boycotté par les indépendantistes, le scrutin voit la victoire écrasante de l'option du maintien au sein de la République française, approuvée par plus de 98 % des électeurs s'étant rendus aux urnes, la participation s'établissant à 59,10 % des inscrits. Dans le cadre de l'accord de Nouméa de 1998, trois nouveaux référendums sur l'indépendance de la Nouvelle-Calédonie se succèdent en 2018, 2020 puis 2021. Le premier, organisé le 4 novembre 2018, est marqué par une forte participation (81,01 %) et voit les votants répondre « non » à 56,67 % à la proposition d'indépendance. Les résultats renouvellent le constat d'une importante disparité entre les deux principales communautés, kanak et européenne, tandis que 17 % des électeurs vivant dans l'archipel sont exclus du scrutin, en accord avec les listes établies par l'accord de Nouméa. Un nouveau référendum sur l'indépendance du territoire est organisé le 4 octobre 2020, reporté d'un mois en raison de la pandémie de Covid-19. Les électeurs se prononcent à nouveau en faveur du « non » à l'indépendance à 53,26 %. À la suite de cette réponse négative, un dernier référendum a lieu en 2021. Contrairement aux deux précédents, le référendum de 2021 fait l'objet d'un boycott de la part des indépendantistes en raison du refus de l'État d'en repousser la date d'organisation. Le « non » à l'indépendance l'emporte à 96,50 % des suffrages exprimés, sur fond de forte baisse de la participation par rapport aux référendums précédents. Le référendum de 2021 marque la fin de la période définie par l'accord de Nouméa, à laquelle doit suivre une transition permettant de définir un nouveau statut pour l'archipel au sein de la République française, le texte devant être lui-même soumis à référendum.

### Récapitulatif
| Collectivités                      | Type de collectivité                                                                                      | Nombre / Nom | Nombre / Nom                                                                | Assemblée délibérante                                     | Exécutif                                                       |
| Collectivités de droit commun      | |              |                                                                             |                                                           |                                                                |
| ---------------------------------- | --- | ------------ | --------------------------------------------------------------------------- | --------------------------------------------------------- | -------------------------------------------------------------- |
| Collectivités de droit commun      | Régions                                                                                                   | 14           | 12 en métropole,                                                            | Conseil régional                                          | Président du conseil régional                                  |
| Collectivités de droit commun      | Régions                                                                                                   | 14           | 2 en outre-mer,                                                             | Conseil régional                                          | Président du conseil régional                                  |
| Collectivités de droit commun      | Départements                                                                                              | 94           | 92 en métropole                                                             | Conseil départemental (anciennement conseil général)      | Président du conseil départemental                             |
| Collectivités de droit commun      | Départements                                                                                              | 94           | 2 en outre-mer                                                              | Conseil départemental (anciennement conseil général)      | Président du conseil départemental                             |
| Collectivités de droit commun      | Communes                                                                                                  | 34 934       | 34 805 en métropole                                                         | Conseil municipal                                         | Maire                                                          |
| Collectivités de droit commun      | Communes                                                                                                  | 34 934       | 129 en outre-mer                                                            | Conseil municipal                                         | Maire                                                          |
| Collectivités à statut particulier | Collectivité territoriale unique                                                                          | 4            | Guyane                                                                      | Assemblée de Guyane                                       | Président de l'assemblée de Guyane                             |
| Collectivités à statut particulier | Collectivité territoriale unique                                                                          | 4            | Martinique                                                                  | Assemblée de Martinique                                   | Conseil exécutif de Martinique                                 |
| Collectivités à statut particulier | Collectivité territoriale unique                                                                          | 4            | Mayotte                                                                     | Conseil départemental de Mayotte                          | Président du conseil départemental de Mayotte                  |
| Collectivités à statut particulier | Collectivité territoriale unique                                                                          | 4            | Corse                                                                       | Assemblée de Corse                                        | Conseil exécutif de Corse                                      |
| Collectivités à statut particulier | Collectivité à statut particulier                                                                         | 2            | Métropole de Lyon                                                           | Conseil de la métropole                                   | Président du conseil de la métropole                           |
| Collectivités à statut particulier | Collectivité à statut particulier                                                                         | 2            | Ville de Paris                                                              | Conseil de Paris                                          | Maire de Paris                                                 |
| Collectivités d'outre-mer          | Collectivités d'outre-mer                                                                                 | 5            | Polynésie française                                                         | Assemblée de la Polynésie française                       | Gouvernement de la Polynésie française                         |
| Collectivités d'outre-mer          | Collectivités d'outre-mer                                                                                 | 5            | Saint-Barthélemy                                                            | Conseil territorial de Saint-Barthélemy                   | Conseil exécutif de Saint-Barthélemy                           |
| Collectivités d'outre-mer          | Collectivités d'outre-mer                                                                                 | 5            | Saint-Martin                                                                | Conseil territorial de Saint-Martin                       | Conseil exécutif de Saint-Martin                               |
| Collectivités d'outre-mer          | Collectivités d'outre-mer                                                                                 | 5            | Saint-Pierre-et-Miquelon                                                    | Conseil territorial de Saint-Pierre-et-Miquelon           | Président du conseil territorial                               |
| Collectivités d'outre-mer          | Collectivités d'outre-mer                                                                                 | 5            | Wallis-et-Futuna                                                            | Assemblée territoriale des îles Wallis et Futuna          | Président de l'assemblée territoriale                          |
| Collectivités à statut sui generis | Collectivité française régie par un statut propre à elle-même, différent des autres types de collectivité | 2            | Nouvelle-Calédonie (Province Sud, Province Nord, Province des îles Loyauté) | Congrès de la Nouvelle-Calédonie (Assemblées de province) | Gouvernement de la Nouvelle-Calédonie (Présidents de province) |
| Collectivités à statut sui generis | Collectivité française régie par un statut propre à elle-même, différent des autres types de collectivité | 2            | Terres australes et antarctiques françaises                                 | Conseil consultatif                                       | Administrateur supérieur                                       |

#### Autres territoires et dépendances de la République
- À l'étranger, les domaines des missions diplomatiques ne sont pas considérées comme faisant partie du territoire national. Toutefois, l'article 22 de la convention de Vienne sur les relations diplomatiques garantit leur souveraineté et leur inviolabilité.
- Depuis le XVIe siècle, la France possède des terres regroupées au sein du Domaine national français en Terre sainte.
- Elle possède également le Domaine national français de Sainte-Hélène dans l'Atlantique.
- Depuis 1955, la Terre Adélie fait partie des Terres australes et antarctiques françaises, administrées depuis Saint-Pierre à La Réunion par un administrateur supérieur, qui assisté par un secrétariat général. La France ayant signé en 1959 le Traité sur l'Antarctique, la souveraineté française sur la terre Adélie est suspendue.
- La France possède la base Jean Corbel, une base de recherche scientifique française située à proximité de Ny-Ålesund, sur l'archipel du Svalbard en Arctique.
- Elle partage avec l'Espagne la souveraineté de l'île des Faisans sur la Bidassoa, en application de l'article 27 du traité de Bayonne signé entre les deux États en 1856. Il s'agit d'un condominium et l'autorité sur l'île alterne entre les deux États tous les six mois : du 1er août au 31 janvier par la France, puis du 1er février au 31 juillet par l'Espagne.
- L'île de Clipperton relève du domaine public maritime et est inscrite au tableau des propriétés domaniales de l'État. Elle est à ce titre sous l'autorité du Premier ministre, autorité qu'il délègue au Haut-commissaire de la République en Polynésie française.

## Établissements publics

### Typologie
Au-delà des dénominations multiples énoncées par le législateur, la jurisprudence et la doctrine distinguent principalement deux catégories d'établissements publics : les établissements publics à caractère administratif (EPA), personne morale de droit public disposant d'une certaine autonomie administrative et financière afin de remplir une mission d'intérêt général autre qu'industrielle et commerciale, précisément définie, sous le contrôle de l'État ou d'une collectivité territoriale et les établissements publics à caractère industriel et commercial (EPIC), remplissant une mission d'intérêt général industrielle ou commerciale. Globalement, les EPA sont soumis presque exclusivement au droit public, tandis que les EPIC sont en grande partie régis par le droit privé.
Les établissements publics à caractère scientifique et technologique (EPCST) et les établissements publics à caractère scientifique, culturel et professionnel (EPCSCP) complètent le dispositif.
Chacun de ces dispositifs dispose d'une organisation territoriale.

### Coopération intercommunale
Les structures intercommunales sont diverses, certaines sont constituées sous la forme l'établissement public de coopération intercommunale (EPCI) à fiscalité propre, tandis que d'autres sont des établissements publics sans fiscalité propre (syndicats intercommunaux). Il existe depuis 2010 également des nouvelles catégories formées par les métropoles dont le champ de compétences s'avère particulièrement étendu, ou les pôles métropolitains aux champs de compétences encore plus étendus que les métropoles, tendant à obscurcir davantage le paysage de l'intercommunalité, au demeurant déjà complexe.

#### Établissement public de coopération intercommunale (EPCI) à fiscalité propre
Les intercommunalités sont un niveau de subdivision du territoire français, intermédiaire entre le niveau communal et le niveau départemental, qui ne sont pas des collectivités territoriales.
La réforme des collectivités territoriales françaises de 2008-2012 prévoit que l'ensemble des communes (hors Paris) doivent faire partie d'un établissement public de coopération intercommunale (EPCI) à fiscalité propre. Ceux-ci étaient 2 145 au 1er janvier 2014. Ils regroupent, hors Mayotte, 99,9 % des communes et 94,3 % de la population, et sont de différents types :
- la métropole, catégorie récente créée par la loi du 16 décembre 2010, est le degré le plus élevé de coopération intercommunale. elle ne concerne que des ensembles de plus de 400 000 habitants ;
- la communauté urbaine, pour un ensemble de plus de 250 000 habitants, a des compétences larges (développement économique, gestion des transports, de l'urbanisme, de l'eau, des déchets, etc.) ;
- la communauté d'agglomération, pour un ensemble possédant d'au moins 50 000 habitants ;
- la communauté de communes, sans seuil minimum de population ;
- le syndicat d'agglomération nouvelle, catégorie ancienne remplacée par les communautés d'agglomération.

#### Métropoles à statut particulier
Dans la catégorie des métropoles, figurent trois métropoles à statut particulier, découpées pour certaines en territoires :
- La métropole du Grand Paris est divisée en douze territoires, administrés par des établissements publics territoriaux, chacun disposant d'un conseil de territoire avec, à sa tête, un président, qui est lui-même vice-président du conseil de la métropole du Grand Paris ;
- la métropole d'Aix-Marseille-Provence est divisée en six territoires, dotés de conseils de territoire bénéficiant de compétences définies par le conseil de métropole ;
- la métropole de Lyon, ou Grand Lyon, née le 1er janvier 2015, est une collectivité territoriale unique en France créée par la fusion de la Communauté urbaine de Lyon et du Conseil général du Rhône

Métropoles à statut particulier et leurs territoires
Les territoires du Grand Paris.
Les six territoires de la métropole d'Aix-Marseille-Provence.
Métropole de Lyon et communes qui la composent.

À l'instar de la démarche qui a abouti à la création de la métropole de Lyon, le gouvernement envisageait en 2018 de créer six autres « super-métropoles » (Nice, Toulouse, Bordeaux, Lille, Nantes et Aix-Marseille-Provence) sur les territoires desquelles métropole et département seraient fusionnés. Mais devant la réticence des maires qui préféraient une alliance à une fusion et les effets collatéraux du mouvement des Gilets jaunes qui dénonçaient un éloignement toujours plus grand des décideurs de leurs territoires, ces projets sont presque tous abandonnés. En février 2019, seule la métropole d'Aix-Marseille-Provence était encore en lice pour la démarche,.

#### Syndicats de communes
Le syndicat de communes est une forme ancienne de coopération intercommunale puisque les premiers syndicats de communes à vocation unique (SIVU) remontent à 1890 et les syndicats à vocation multiples (SIVOM) à 1959. Contrairement aux EPCI à fiscalité propre qui correspondent à une intercommunalité de projet fondée sur la définition d'un intérêt communautaire, le syndical de communes s'inscrit, quant à lui, dans le cadre d'une intercommunalité de gestion (gestion de service de distribution d'eau, d'enlèvement ou de traitement des ordures ménagères, etc.).

#### Autres groupements de collectivités
Les autres catégories d'établissements publics de coopération intercommunale sont les suivants :
- Les syndicats mixtes peuvent être composés de communes et d'EPCI, ou exclusivement d'EPCI (art. L. 5711-1 CGCT) : il s'agit alors d'un syndicat mixte fermé. En revanche, lorsque cet établissement associe des collectivités territoriales de statut différent et des EPCI, on le qualifie de syndicat mixte ouvert[68] ;
- le pôle métropolitain, dont la création découle de la loi du 16 décembre 2010 remaniée ensuite par la loi du 27 janvier 2014, est un établissement public regroupant des EPCI à fiscalité propre (ce qui tend à l'assimiler à un syndicat mixte fermé), dont l'un compte au moins 100 000 habitants. Toutefois lorsque l'un des EPCI est frontalier avec un autre État, le respect du seuil de 100 000 habitants peut ne pas être respecté[69] ;
- Les pôles d'équilibre territoriaux et ruraux, directement issus de la loi du 27 janvier 2014, ont pour objet d'offrir aux territoires ruraux l'équivalent des pôles métropolitains en tenant compte néanmoins de leurs spécificités. Ils ont pris le relais des pays[69].

#### Récapitulatif des établissements intercommunaux
| Type 1                                                     | Type 2                                | Nature juridique           | Nombre | Total par sous-famille | Total par famille | Total général |
| ---------------------------------------------------------- | ------------------------------------- | -------------------------- | ------ | ---------------------- | ----------------- | ------------- |
| EPCI                                                       | EPCI à fiscalité propre               | Métropole de Lyon          | 1      | 1259                   | 8 241             | 11 149        |
| EPCI                                                       | EPCI à fiscalité propre               | Métropole                  | 21     | 1259                   | 8 241             | 11 149        |
| EPCI                                                       | EPCI à fiscalité propre               | Communauté urbaine         | 13     | 1259                   | 8 241             | 11 149        |
| EPCI                                                       | EPCI à fiscalité propre               | Communauté d'agglomération | 223    | 1259                   | 8 241             | 11 149        |
| EPCI                                                       | EPCI à fiscalité propre               | Communauté de communes     | 1 001  | 1259                   | 8 241             | 11 149        |
| EPCI                                                       | Syndicat intercommunal                | SIVU                       | 5 635  | 6 982                  | 8 241             | 11 149        |
| EPCI                                                       | Syndicat intercommunal                | SIVOM                      | 1 347  | 6 982                  | 8 241             | 11 149        |
| Autres groupements de collectivités associant des communes | Syndicat mixte                        | Fermé                      | 1 922  | 2 762                  | 2 908             | 11 149        |
| Autres groupements de collectivités associant des communes | Syndicat mixte                        | Ouvert                     | 840    | 2 762                  | 2 908             | 11 149        |
| Autres groupements de collectivités associant des communes | Pôle métropolitain                    |                            | 26     | 26                     | 2 908             | 11 149        |
| Autres groupements de collectivités associant des communes | Pôle d'équilibre territorial et rural |                            | 120    | 120                    | 2 908             | 11 149        |

### Agences des collectivités et autres établissements publics locaux

#### Sécurité civile
Depuis la loi du 3 mai 1996, la sécurité civile est organisée localement en services départementaux d'incendie et de secours (SDIS). Les SDIS sont des établissements publics à caractère administratif qui ont la particularité d'être gérés par des élus départementaux et communaux et d'être sous le commandement opérationnel du Préfet. La France compte 98 SDIS classés en trois catégories (la catégorie A regroupant les plus importants) selon la population du département. Le maillage territorial infra-départemental comprenait 7 277 centres d'intervention localisés en 2010, eux-mêmes classés en centres de secours principaux (CSP) (343 centres), centres de secours (CS) (2 891 centres) et centres de première intervention (CPI) (4 043 centres). 1 508 CPI n'étaient pas intégrés au service départemental. Le maillage territorial est éminemment variable selon les départements. Le nombre d'habitants défendus par centre de secours était ainsi en 2009 de 87 094 pour la brigade de sapeurs pompiers de Paris (Paris et Petite couronne), 53 369 pour le bataillon des marins-pompiers de Marseille, 14 326 pour la moyenne des SDIS de 1re catégorie et 24 180 pour la moyenne des SDIS de la Grande couronne.

#### Agences de développement économique
Créées à l'initiative des collectivités territoriales soucieuses de se doter d'un outil professionnel, souple, réactif et partenarial, les agences de développement économique sont des associations de type loi de 1901 qui ont pour rôle de développer les entreprises et l'économie de leur territoire. Apparues dans les années 1950, ces structures ont connu un réel essor après les lois de décentralisation des années 1980. En 2017, il y avait 60 structures adhérentes au réseau national des agences de développement : les agences régionales et ultramarines (11), les agences départementales (16) et les agences intercommunales (33). Selon une étude de 2012 de la fédération des agences d'attractivité, de développement et d'inondation, trois principaux types d'agences peuvent être définis : un rôle d'agence meneur/coordinateur (l'agence exerce un leadership par rapport aux autres acteurs du développement économique), agence lieu de collaboration entre acteurs (l'agence a un rôle d'ensemblier), agence outil opérationnel d'une collectivité (ayant peu de liens avec les autres acteurs du développement économique). Les périmètres sont variables selon le type d'agence.

#### Entreprises publiques locales
Les entreprises publiques locales (EPL) sont des entreprises au service des collectivités locales, des territoires et de leurs habitants. Elles sont des sociétés anonymes régies pour l'essentiel par le code de commerce et interviennent dans une quarantaine de domaines d'activité au cœur du quotidien : (aménagement, logement, transports, tourisme, énergie, déchets, équipements publics). Il existe quatre type de statuts pour les EPL : des Sociétés d'économie mixte (SEM), des Sociétés d'économie mixte à opération unique (SEMOP), des Sociétés publiques locales (SPL) et des Sociétés publiques locales d'aménagement (SPLA).

## Découpage électoral
Une circonscription électorale est une division du territoire dans laquelle se déroule une élection. La taille et le nombre varient selon le type d'élection.

### Élus représentant l'État

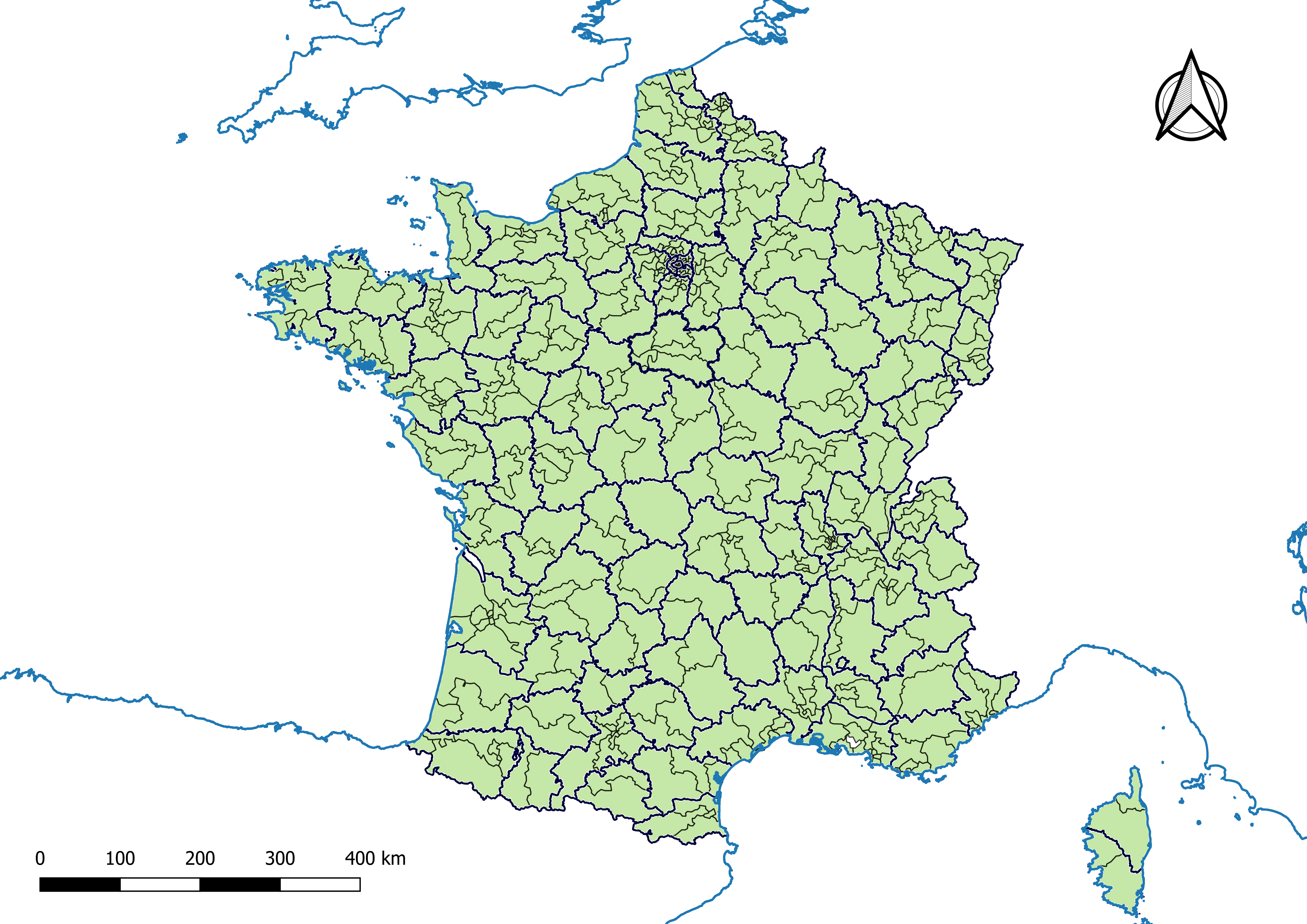
Carte des circonscriptions législatives en France métropolitaine.

#### Élections européennes
La loi électorale no 2003-327 du 11 avril 2003 a créé huit circonscriptions pour l'élection des députés français au Parlement européen. Ce régime électoral est entré en vigueur pour les élections de juin 2004, sur la base d'un siège de député européen pour environ 780 000 habitants. Un décret pris en application de la loi a réparti les sièges entre circonscriptions. Il s'est à nouveau appliqué pour les élections de 2009 et de 2014 mais ne sera pas utilisé pour celles de 2019 du fait d'une loi de juin 2018 portant abolition des circonscriptions régionales et retour à la circonscription nationale unique.

#### Élections législatives
La loi organique du 13 janvier 2009 portant application de l'article 25 de la Constitution a fixé le nombre de députés à 577, soit le maximum prévu par la Constitution. À partir des élections législatives de 2012, la France compte 577 circonscriptions législatives : 539 en France métropolitaine, 19 dans les départements d'Outre-Mer, 8 dans les collectivités d'Outre-Mer et 11 pour les Français de l'étranger. Depuis le découpage, elles comptent entre 6 079 habitants pour la circonscription législative de Saint-Pierre-et-Miquelon et plus de 200 000 pour la Première circonscription des Français établis hors de France (inscrits sur les registres consulaires). Au 1er janvier 2011, hors collectivités d'outre-mer et étranger, la plus petite circonscription est la deuxième circonscription des Hautes-Alpes avec 63 148 habitants et la plus peuplée la sixième circonscription de la Seine-Maritime avec 146 866 habitants. Un projet de loi organique déposé par le gouvernement en 2019 prévoit de ramener le nombre de députés de 577 à 433.

#### Élections sénatoriales
Les 348 sénateurs français sont élus au suffrage universel indirect, par un collège de « grands électeurs ». Le Sénat est renouvelé par moitié tous les trois ans ; la durée du mandat est donc de six ans. La circonscription électorale de base est le département. Un projet de loi organique déposé par le gouvernement en 2019 prévoit de ramener le nombre de sénateurs de 348 à 261.

### Élus représentant les collectivités

#### Élections régionales (régions et sections)
De 1986 à 1999, les conseillers régionaux étaient élus à la proportionnelle, dans le cadre de circonscriptions départementales, mais devant les difficultés engendrées par ce mode de scrutin, le gouvernement Jospin a modifié le mode de scrutin avec la loi du 19 janvier 1999 qui institue les listes régionales. Les circonscriptions d'élection des conseillers régionaux, antérieurement départementales, sont désormais régionales. Les listes régionales ont pour effet de permettre quasiment l'élection du président du conseil régional par les électeurs eux-mêmes. Ceux-ci savent en effet que le candidat, placé en tête de la liste victorieuse, sera élu par la majorité du conseil régional comme c'est le cas pour les maires des villes de plus de 3 500 habitants. C'est pourquoi la réforme de 1999 a pu être considérée comme un progrès. Toutefois, avec de telles listes, les conseillers régionaux perdent leur attache territoriale. Afin de remédier à cet inconvénient, la loi du 11 avril 2003 a créé des listes régionales comportant des sections départementales, chaque liste comportant autant de sections qu'il y a de départements dans la région,.

#### Élections départementales (cantons)
Le scrutin utilisé pour les élections au conseil général était jusqu'à la loi de mai 2013 un scrutin uninominal à deux tours, sur le modèle des élections présidentielles et législatives, un conseiller général étant élu par canton. Selon la nouvelle rédaction de l'article L. 191 du code électoral, modifié par la loi du 17 mai 2013 : « Les électeurs de chaque canton du département élisent au conseil départemental deux membres de sexe différent, qui se présentent en binôme de candidats dont les noms sont ordonnés dans l'ordre alphabétique sur tout bulletin de vote imprimé à l'occasion de l'élection ». Ces nouvelles dispositions sont entrées en vigueur lors des prochaines élections cantonales suivant la promulgation de la loi, à savoir en décembre 2015. Il s'agit donc désormais d'un scrutin binomial à deux tours.

### Récapitulatif
| Type d'élections | Circonscription électorale  | Nb élus | Nb élus | Nb circonscriptions | Nb circonscriptions | Famille de division administrative                           |
| ---------------- | --------------------------- | ------- | ------- | ------------------- | ------------------- | ------------------------------------------------------------ |
| Présidentielles  | Pays                        | 1       | 1       | 1                   | 1                   | Circonscription nationale unique                             |
| Européennes      | Pays                        | 81      | 81      | 1                   | 1                   | Circonscription nationale unique à partir du scrutin de 2019 |
| Législatives     | Circonscription législative | 577     | 539     | 577                 | 539                 | Départements métropolitains                                  |
| Législatives     | Circonscription législative | 577     | 19      | 577                 | 19                  | Départements d'Outre-Mer                                     |
| Législatives     | Circonscription législative | 577     | 8       | 577                 | 8                   | collectivités d'Outre-Mer                                    |
| Législatives     | Circonscription législative | 577     | 11      | 577                 | 11                  | Français de l'étranger.                                      |
| Sénatoriales     | Département                 | 348     | 315     | 108                 | 96                  | Départements métropolitains                                  |
| Sénatoriales     | Département                 | 348     | 13      | 108                 | 5                   | Départements d'Outre-Mer                                     |
| Sénatoriales     | Département                 | 348     | 8       | 108                 | 6                   | collectivités d'Outre-Mer                                    |
| Sénatoriales     | Département                 | 348     | 12      | 108                 | 1                   | Français de l'étranger.                                      |
| Régionales       | Région                      | 1757    | 1671    | 14                  | 12                  | Régions métropolitaines                                      |
| Régionales       | Région                      | 1757    | 86      | 14                  | 2                   | Régions d'Outre-Mer                                          |
| Départementales  | Canton                      | 4108    | 3990    | 2054                | 1995                | Départements métropolitains                                  |
| Départementales  | Canton                      | 4108    | 118     | 2054                | 54                  | Départements d'Outre-mer                                     |
| Municipales      | Commune                     | 34 968  |         | 34 968              |                     |                                                              |

## Organisations territoriales intégrées complexes
Divers grands domaines de services sont gérés de manière intégrée ou partenariale, à savoir pour lesquelles l'État, les collectivités territoriales et les établissements publics interviennent chacun dans leurs domaines de compétence et à des niveaux de gestion territoriale qui leur sont propres, dans le but d'un service à l'usager efficace. Le niveau d'imbrication des différents partenaires est parfois complexe et pose des problèmes de lisibilité pour l'usager. Deux exemples de gestion intégrée complexe peuvent être présentés : la gestion de l'eau et la gestion de crise.

### Gestion intégrée de l'eau
La gestion intégrée de l'eau est une gestion par bassin versant, associant l'ensemble des acteurs concernés par l'eau dans un processus favorisant le développement et la gestion coordonnés des ressources en eau, du sol et des ressources associées, permettant de maximiser les bénéfices économiques et sociaux, de façon équitable sans compromettre la pérennité des écosystèmes vitaux. Le processus est relativement complexe en France, compte tenu de la multiplicité des acteurs aux différentes strates de l'organisation territoriale, et est évolutive dans le temps. L'Agence française pour la biodiversité, le 1er janvier 2017, a regroupé l'Onema (Office national de l'eau et des milieux aquatiques), l'Établissement public des parcs nationaux, l'Agence des aires marines protégées et le groupement d'intérêt public ATEN et a été mis en œuvre en mai 2019 sur tout le territoire un nouvel outil de planification créé en 2015 : le projet de territoire pour la gestion de l'eau (PTGE) pour améliorer la résilience des territoires face aux changements climatiques et mieux partager les ressources en eau, qui a vocation à être cohérent avec les autres outils de planification déjà en place. Le tableau ci-après représente de manière simplifiée cette organisation en 2019, avant transformation de l'AFB en Office français de la biodiversité (OFB).
| Niveau                    | Subdivision                                                               | Acteur | Maillage territorial | Domaine d'action                                   |
| ------------------------- | ------------------------------------------------------------------------- | --- | --- | -------------------------------------------------- |
| National                  | Pays                                                                      | Direction de l'eau et de la biodiversité (DEB) du ministère de la Transition écologique et de la Cohésion des territoires | | Règlementation (État)                              |
| National                  | Pays                                                                      | Agence française pour la biodiversité (AFB) | Les services centraux sont basés à Vincennes, Montpellier et Brest. |                                                    |
| Bassin hydrographique     | Bassin hydrographique                                                     | Préfet coordonnateur de bassin | La France comprend 11 bassins hydrographiques : six en France métropolitaine et cinq outre-mer,. | Règlementation (État)                              |
| Bassin hydrographique     | Bassin hydrographique                                                     | Comité de bassin | Il y a sept comités de bassins en France métropolitaine (la Corse ayant son propre comité de bassin) | Planification et incitation financière             |
| Bassin hydrographique     | Bassin hydrographique                                                     | Agence de l'eau | Il y a six agences de l'eau en France métropolitaine (le territoire de la Corse faisant partie de l'agence de l'eau Rhône-Méditerranée-Corse))                                                                         | Planification et incitation financière             |
| Régional ou départemental | Interrégion ou région Agence française pour la biodiversité (AFB)         | Directions interrégionales ou régionales, services interdépartementaux | Sept directions régionales et trois directions inter-régionales maillent le territoire à travers 92 services départementaux et trois services inter-départementaux l'ensemble du territoire.                           |                                                    |
| Régional ou départemental | Régions et départements                                                   | Services déconcentrés de l'État : Directions régionales de l'environnement, de l'aménagement et du logement (DREAL) ; Agences régionales de santé (ARS) (qualité de l'eau potable et des eaux de baignade) - Directions départementales des territoires (DDT). | | Règlementation (État)                              |
| Régional ou départemental | Régions et départements                                                   | Collectivités territoriales (régions et départements) | | Mise en œuvre locale                               |
| Régional ou départemental | Sous-bassin hydrographique inrerdépartemental                             | Établissement public territorial de bassin (EPTB) | En 2019, il existe 32 EPTB sur le territoire national | Planification                                      |
| Régional ou départemental | Sous-bassin hydrographique inrerdépartemental                             | Service de prévision des crues | 19 SPC : 16 sont rattachés aux DREAL, un à la Direction sud-est de Météo-France et deux à la Direction régionale et interdépartementale de l'Environnement et de l'Énergie d'Ile-de-France (DRIEE de l'Île-de-France). | Prévision des crues                                |
| Régional ou départemental | Sous-bassin d'une taille appropriée pour une gestion collective localisée | Établissements publics intercommunaux (syndicat de rivières, syndicat de bassin versant, syndicat de gestion de nappes…), établissement public d'aménagement et de gestion de l'eau (EPAGE)                                                                    | Maillage éminemment variable et diversifié selon les structures et évolutif dans le temps. | Mise en œuvre de la GEMAPI - Eau et assainissement |
| Régional ou départemental | Sous-bassin d'une taille appropriée pour une gestion collective localisée | Toutes subdivisions | Maîtrise d'ouvrage (Industriels, agriculteurs, etc) | Concertation, propositions, travaux, exploitation  |
| Régional ou départemental | Sous-bassin d'une taille appropriée pour une gestion collective localisée | Toutes subdivisions | Usagers, associations de consommateurs, de protection de l'environnement, fédérations professionnelles | Études, sensibilisation, communication             |

Cartes de maillages territoriaux de gestion de l'eau (sélection)
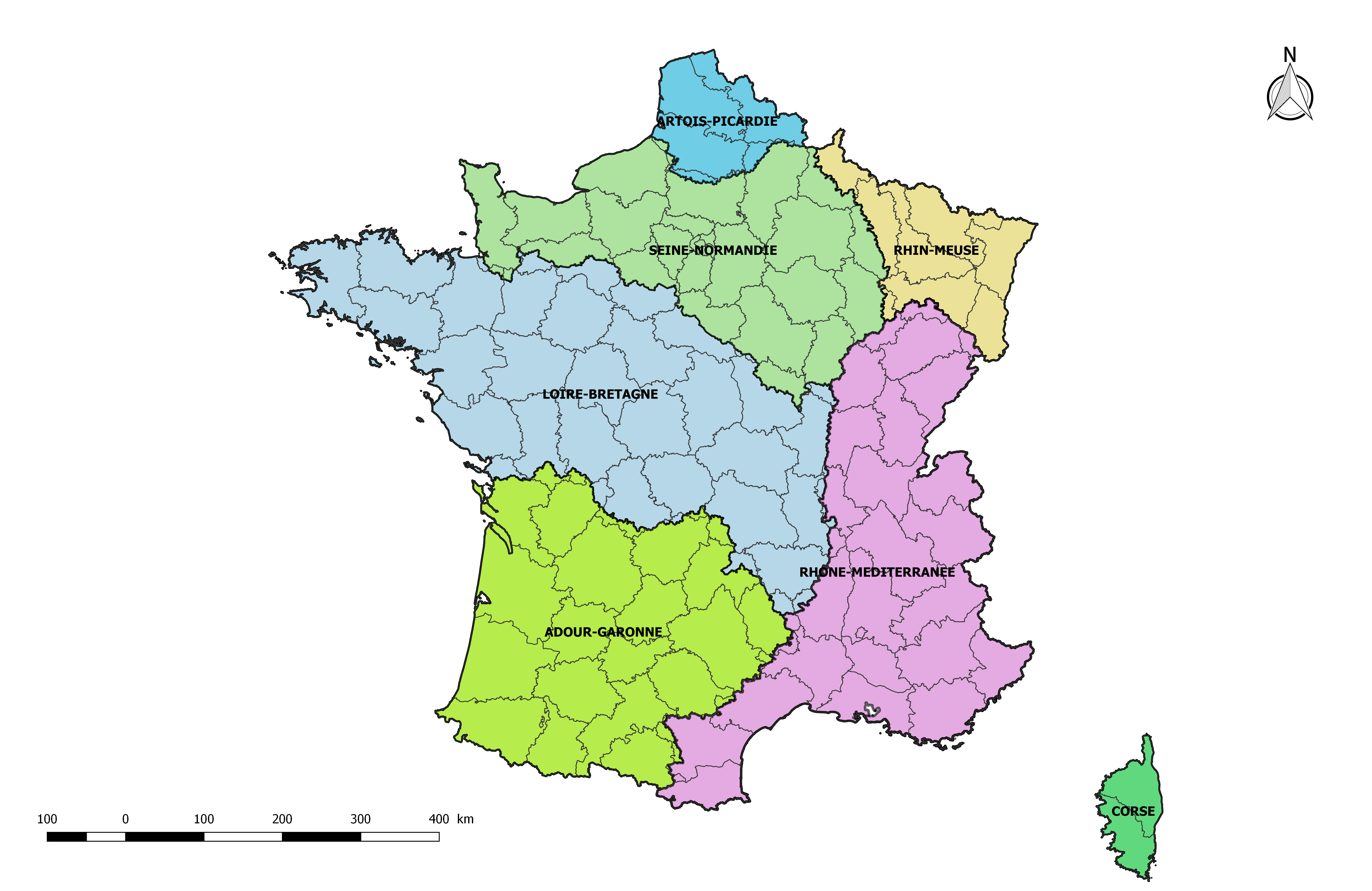
Circonscriptions de bassin en France métropolitaine[Note 20].
Services de prévision des crues en France métropolitaine.

### Gestion de crise
La gestion de crise est aussi une gestion intégrée, à savoir une gestion mobilisant l'ensemble des acteurs du territoire national, en proportion à l'événement et aux compétences de chaque acteur. C'est la loi no 2004-811 du 13 août 2004 de modernisation de la sécurité civile qui a posé le principe de mobilisation de l'ensemble des compétences impliquées dans la prévention et l'organisation des secours concernant les risques technologiques, naturels ou de nature terroriste. Si l'ensemble des strates d'institutions peut être mobilisé, l'ensemble des acteurs est sous un commandement (ou coordination) unique du maire si l'événement ne concerne que le territoire d'une commune ou du préfet départemental si l'événement dépasse les limites d'une commune. Si l'événement dépasse les limites d'un département, le préfet de zone est coordonnateur des opérations, mais les préfets des départements concernés restent directeurs des opérations. Le tableau ci-après donne une présentation simplifiée de l'organisation territoriale en matière de gestion de crise.
| Subdivision                    | Quand                                                                        | Autorité de commandement                                                                        | Domaine d'action                                                                                   | Acteurs |
| ------------------------------ | ---------------------------------------------------------------------------- | ----------------------------------------------------------------------------------------------- | -------------------------------------------------------------------------------------------------- | --- |
| Zone de défense et de sécurité | Lorsque l'événement affecte un territoire supérieur à celui d'un département | Le préfet de zone est coordonnateur, les préfets de départements sont directeurs des opérations | Une coordination zonale est faite, en sus des actions départementales                              | Les acteurs des différents départements sont mobilisés, coordonnés au niveau zonal. Certaines actions sont faites exclusivement au niveau zonal ou interrégional (gestion de la circulation routière, mise à disposition de moyens spécifiques, etc) |
| Département                    | Lorsque l'événement affecte un territoire supérieur à celui d'une commune    | Préfet départemental                                                                            | Organisation des secours                                                                           | SDIS -SAMU - forces de l'ordre |
| Département                    | Lorsque l'événement affecte un territoire supérieur à celui d'une commune    | Préfet départemental                                                                            | Mise à disposition de moyens publics (Alerte, information, protection et soutien de la population) | Services déconcentrés de l'État - département - communes impactées |
| Département                    | Lorsque l'événement affecte un territoire supérieur à celui d'une commune    | Préfet départemental                                                                            | Mise à disposition de moyens privés                                                                | Opérateurs de réseau (télécommunications, électricité, gaz, eau potable, eaux usées, etc)- associations de sécurité civile |
| Commune                        | Lorsque l'événement affecte uniquement le territoire d'une commune           | Maire                                                                                           | Alerte, information, protection et soutien de la population au regard des risques                  | Services de secours localisés sur la commune - services municipaux |

#### Outils de planification
- Dispositifs nationaux déclinés localement : plan Vigipirate[92] — plan pandémie grippale[93] — plan Ébola[94] — Plan national de réponse à un accident nucléaire ou radiologique majeur[95] — autres plans Pirate[96] ;
- Dispositifs territoriaux : Dispositif Orsec[97] — Dispositif Orsan[98] — Plan Novi[99] — Plan Polmar[100] — Plans particuliers d'intervention[101] ;
- Dispositifs propres aux structures : Plan de continuité d'activité ;
- Dispositifs propres aux communes : Plan communal de sauvegarde[102].

## Union européenne
La France métropolitaine et les régions françaises d'outre-mer font partie intégrante de l'Union européenne, les régions d'outre-mer étant considérées comme des régions ultrapériphériques de cette dernière.
Les autres territoires de la République française (hormis Saint-Martin) ne font pas partie de l'Union européenne, même si leurs résidents qui possèdent la nationalité française, et donc celle de l'UE, votent lors des élections du Parlement européen. Certains traités relatifs à l'Union européenne peuvent s'y appliquer (comme l'Euratom ou l'euro, utilisé à Saint-Pierre-et-Miquelon).